# 半屏山
半屏山，位於台灣高雄市境內，左營、楠梓兩區交界之處，蓮池潭之東北邊，與龜山隔潭對峙，是一座呈東北—西南走向的小山，向東南傾斜約30-35度，西北側坡度較緩，海拔曾經高約二百三十三公尺，最長約兩千五百公尺，最寬約有八百公尺，主要由石灰岩之珊瑚礁石灰岩及上新—更新世青灰色泥岩偶夾薄砂岩層之古亭坑層組成。
半屏山這個名字的由來，在《鳳山縣采訪冊》裡的記載有提到：「....平地突起，形如列幛、如畫屏，故名。為聖廟左翼，蓮花潭直逼山下，又如展旂，故亦名旂山。」，因為半屏山是傾斜的台地狀孤丘單面山，其外形不但很像被斧頭削去一半，遠遠看去，也像展開的屏風旗幟，所以就有了半屏山的稱呼。
半屏山自古即是著名景點，並以「屏山塔影」聞名。由於半屏山的造型奇特，因此從古到今，產生許多關於半屏山的傳說。但由於山上的石灰岩已遭水泥廠開挖多年，目前半屏山不但高度變低，最高處只剩 181 公尺，樣貌也與以往大不相同，原本具有的特色至今已看不大出來了。
高雄捷運於左營＝世運兩站間，設有穿越半屏山之全線唯一山岳隧道，全長756公尺。世運站於設計階段時，曾暫名為半屏山站。

## 名稱
源自台語「半爿」（puànn-pîng），就是「半邊」的意思，後來雅化成同音的「半屏」。新北市瑞芳區另有一山稱為「半平山」，語源相同。

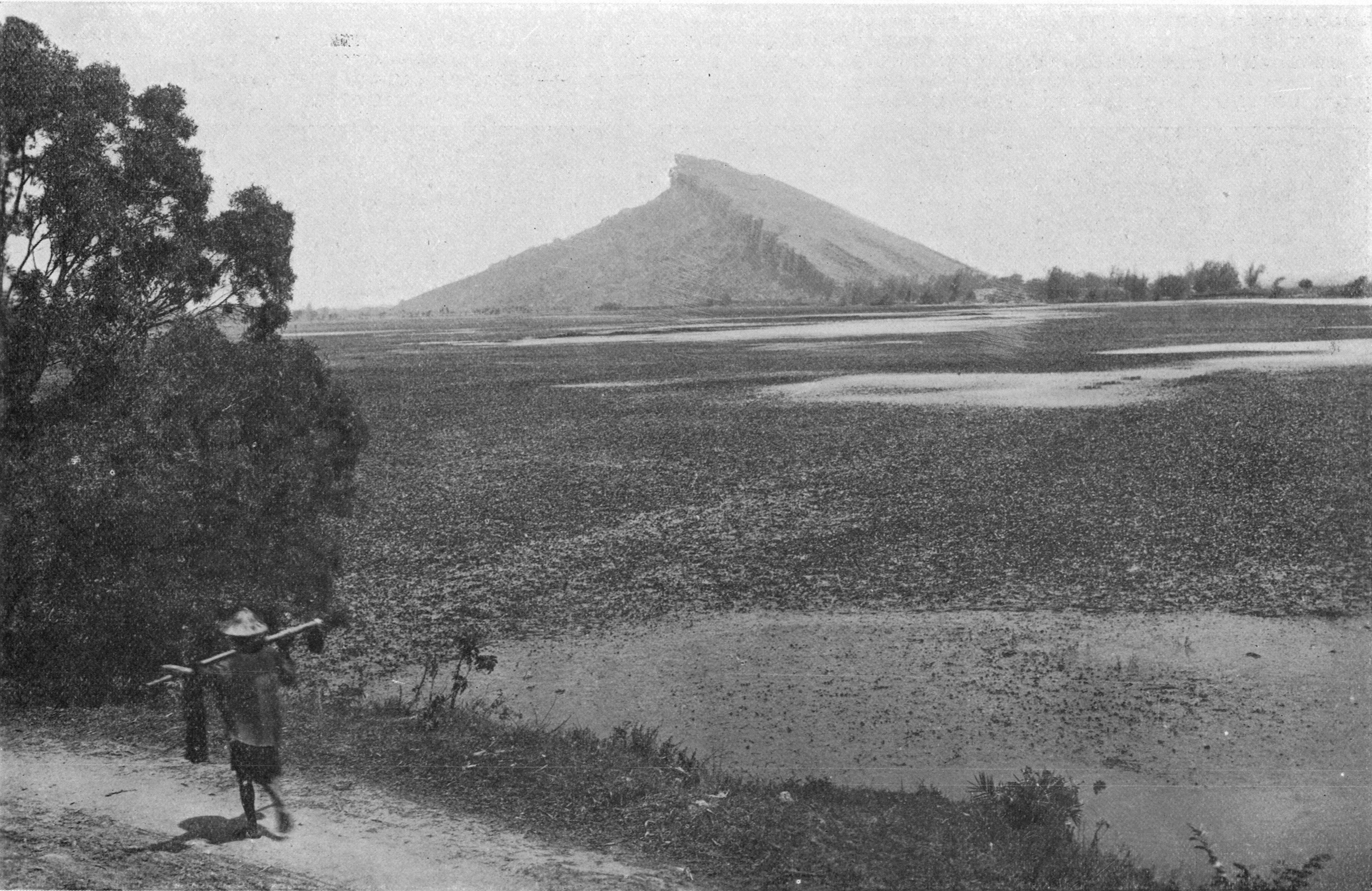
1930年半屏山照片，可見上方石灰岩層，周圍仍為濕地湖泊景貌。

## 歷史

### 起源

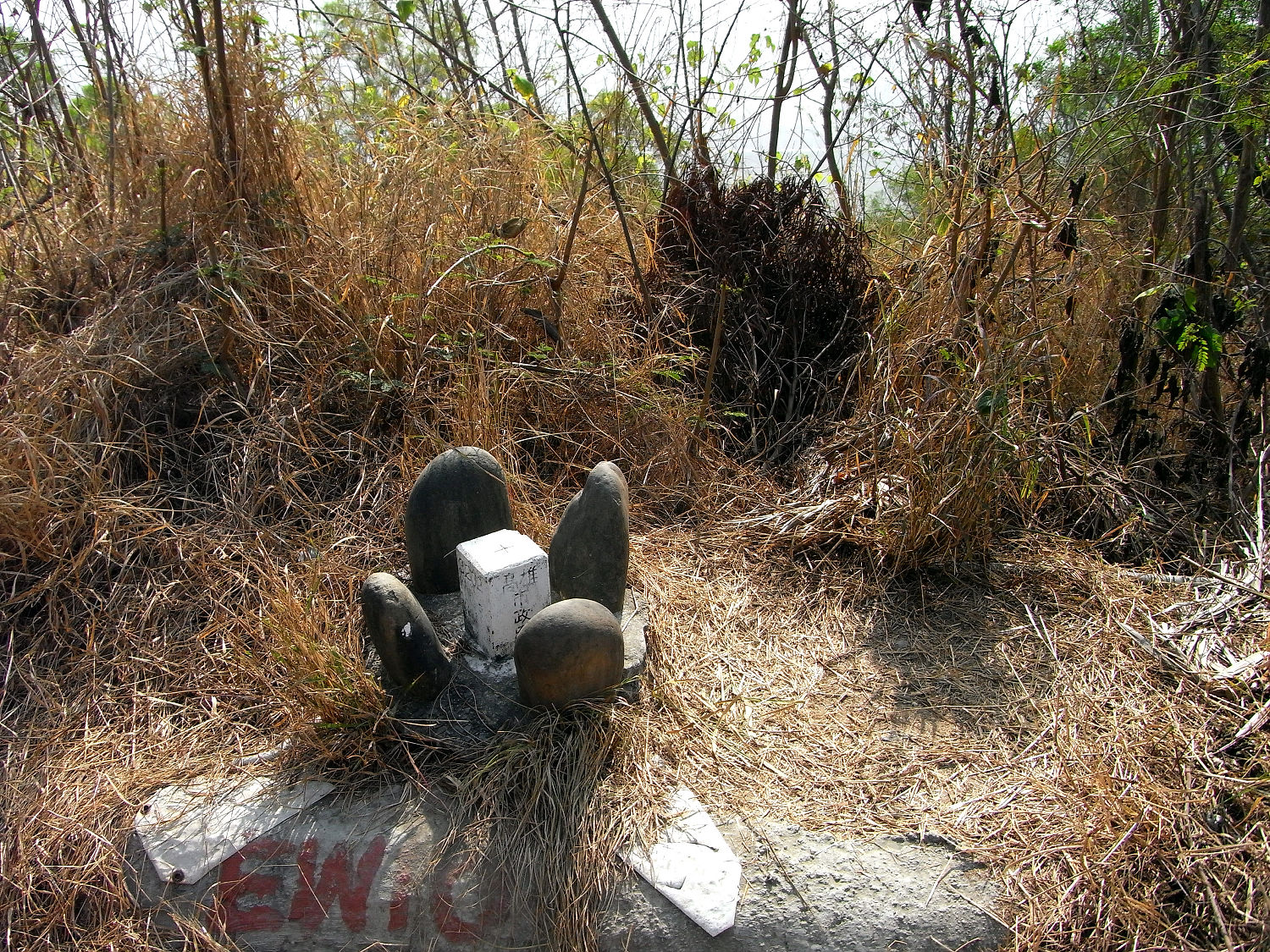
半屏山頂高雄市第3202號三角點

半屏山地質主要屬古亭坑層沉積岩，沉積之時氣候較冷，沒有珊瑚礁生長；後來因造山運動而使沉積層隆起，水深變淺，並接著氣候轉暖，高雄石灰岩開始生成。於一百三十萬年前全球海進期，珊瑚礁垂直生長，形成高雄石灰岩中部及下部，之後，因海水面之上升趨緩，珊瑚礁側向生長，遂生成上部高雄石灰岩及半屏山、大小崗山石灰岩，接著因大量碎屑物進入而結束了珊瑚礁生長，進而沉積崎腳層。高雄石灰岩之估算沉積速率為一千年1.72公尺。因此珊瑚要生成半屏山石灰岩，需要長達數萬年的時間。

### 開採石灰岩
早在清朝時期半屏山下都是鑿石場和煉灰場（以石灰石煉製石灰），除了供當地使用外，並以牛車載運銷售他地，範圍從左營沿海線北到臺灣府城（今臺南市），南到阿猴城（今屏東市），開採咾咕石也從半屏山延伸到蛇山及壽山下（內惟埤）。
1917年日本淺野水泥工廠完工，并開採水泥。壽山由日本政府開採，二戰結束後半屏山則設置建台水泥、東南水泥和正泰水泥廠並且取得開採權，整個煉灰的工廠和鑿石場漸漸消失，成為以後的水泥廠。

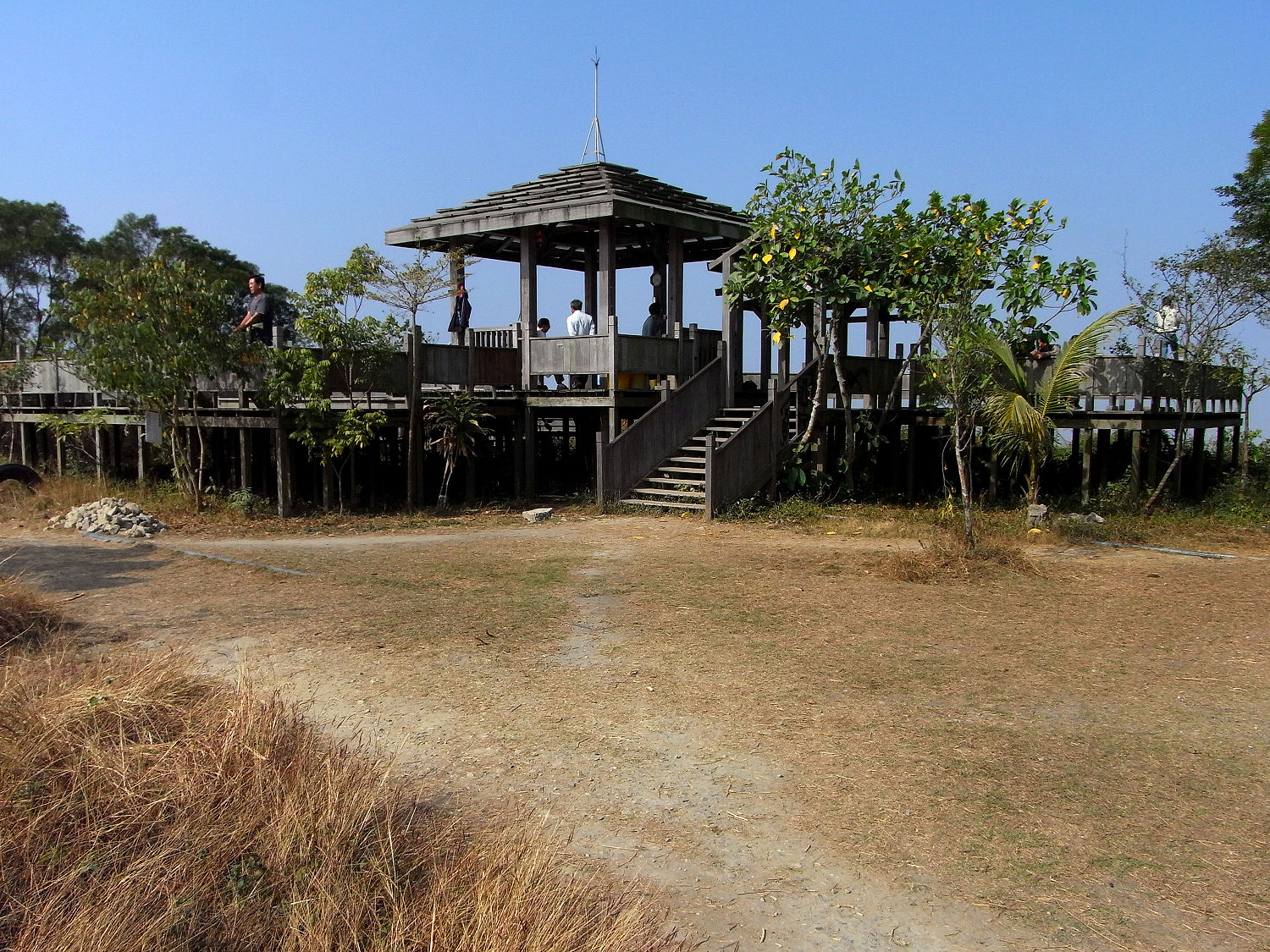
半屏山頂木造高台（此處實則並非半屏山最高點）

### 山崩
民國50年（1961年）6月4日，半屏山發生山崩，造成42人死亡，也造成台鐵縱貫線鐵路被掩覆變形約1000公尺，鄰近崩塌地400公尺面積約15萬平方公尺之農田被破壞；而1966年8月22日又發生一次山崩，崩塌規模較前次小。半屏山的地質是傾斜之石灰岩覆蓋於泥岩上，由於石灰岩是強度及透水性相當高的岩層，而其底下之泥岩是強度及透水性皆低的地層。
下雨時雨水會下滲到石灰岩及泥岩之交界面再向下流動，使得泥岩表面由於吸水軟化而更弱，因此石灰岩與泥岩之交界面就容易形成山崩之滑動面。當山腳下之石灰岩，被水泥公司逐漸採去做水泥原料之後，其底部之支撐漸漸減弱，終於無法負荷其上方之重量而下滑。
自從該次山崩後，在取得軍方同意開放後水泥公司改變了採石方法，改採由上而下逐次開採，因此已無重大山崩事故再發生。

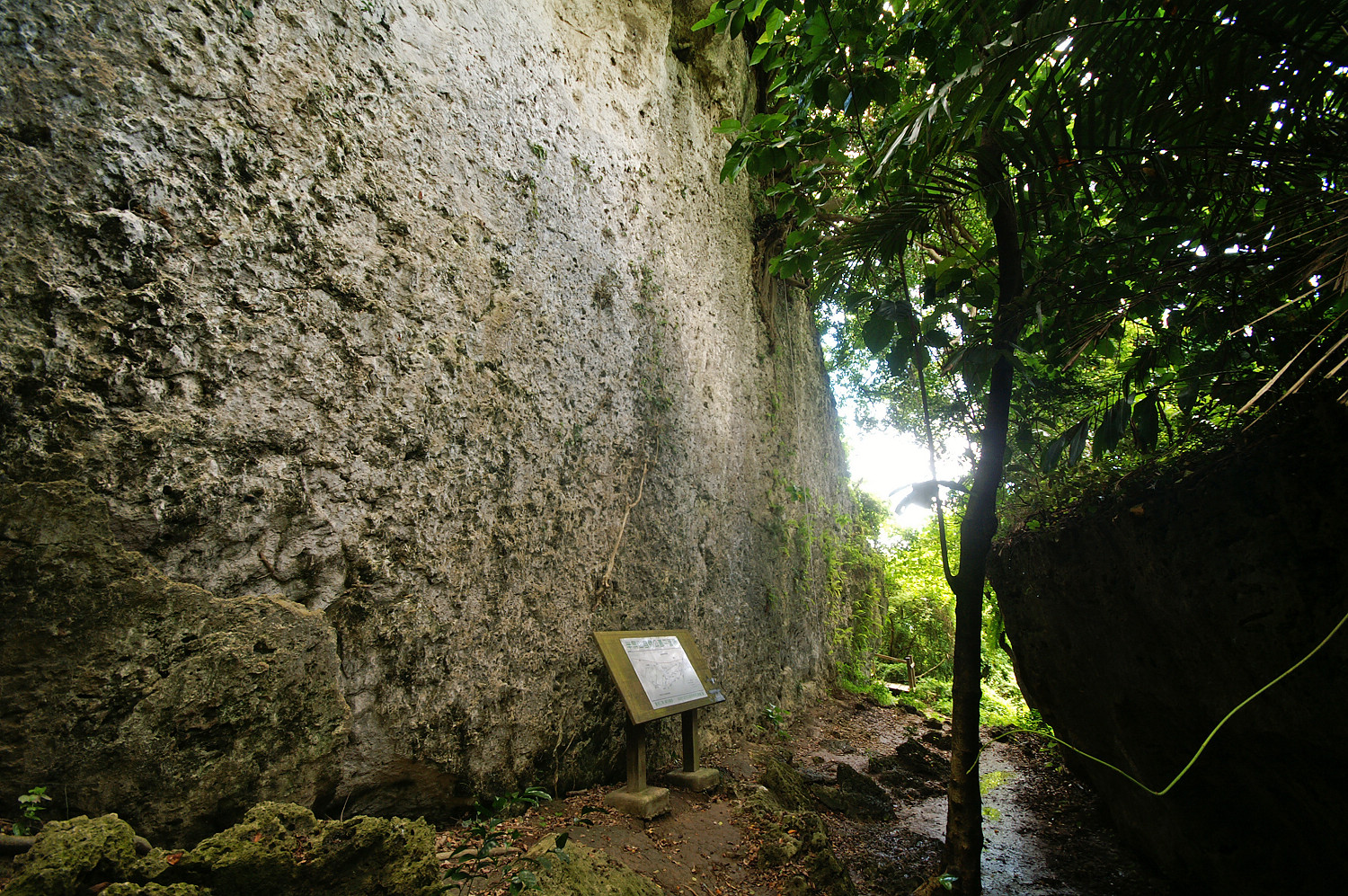
半屏山上的珊瑚礁石灰岩塊。

### 復原
過去為因應經濟發展的需要，半屏山曾是國內重要的石灰礦區，經長期採礦挖掘的結果，原有自然生態遭嚴重破壞，原本特殊的山形也不復在。半屏山的採礦權於1997年終止，隨後進行礦區植生綠化。半屏山之西北麓由高雄市政府設置自然公園，東南麓除護坡植生綠化外，亦由水泥業者開挖滯洪沉砂池以確保水土安全。沉砂池於2006年由高雄市政府規劃成立半屏湖溼地公園。

### 國家自然公園
2011年9月20日內政部設置「壽山國家自然公園」，劃設範圍包括：壽山928.714公頃（排除桃源里舊聚落、中山大學及台泥私有地）、半屏山163.3公頃（包括山麓園滯洪沈砂池）、大小龜山及鳳山縣舊城遺址19.39公頃、旗後山11.25公頃等地，面積總計約1,122.654公頃，同年的12 月 6日舉行壽山國家自然公園的開園典禮，第一座國家自然公園便就此誕生，也將臺灣的國家公園體系帶入另一個新階段。

## 半屏湖溼地

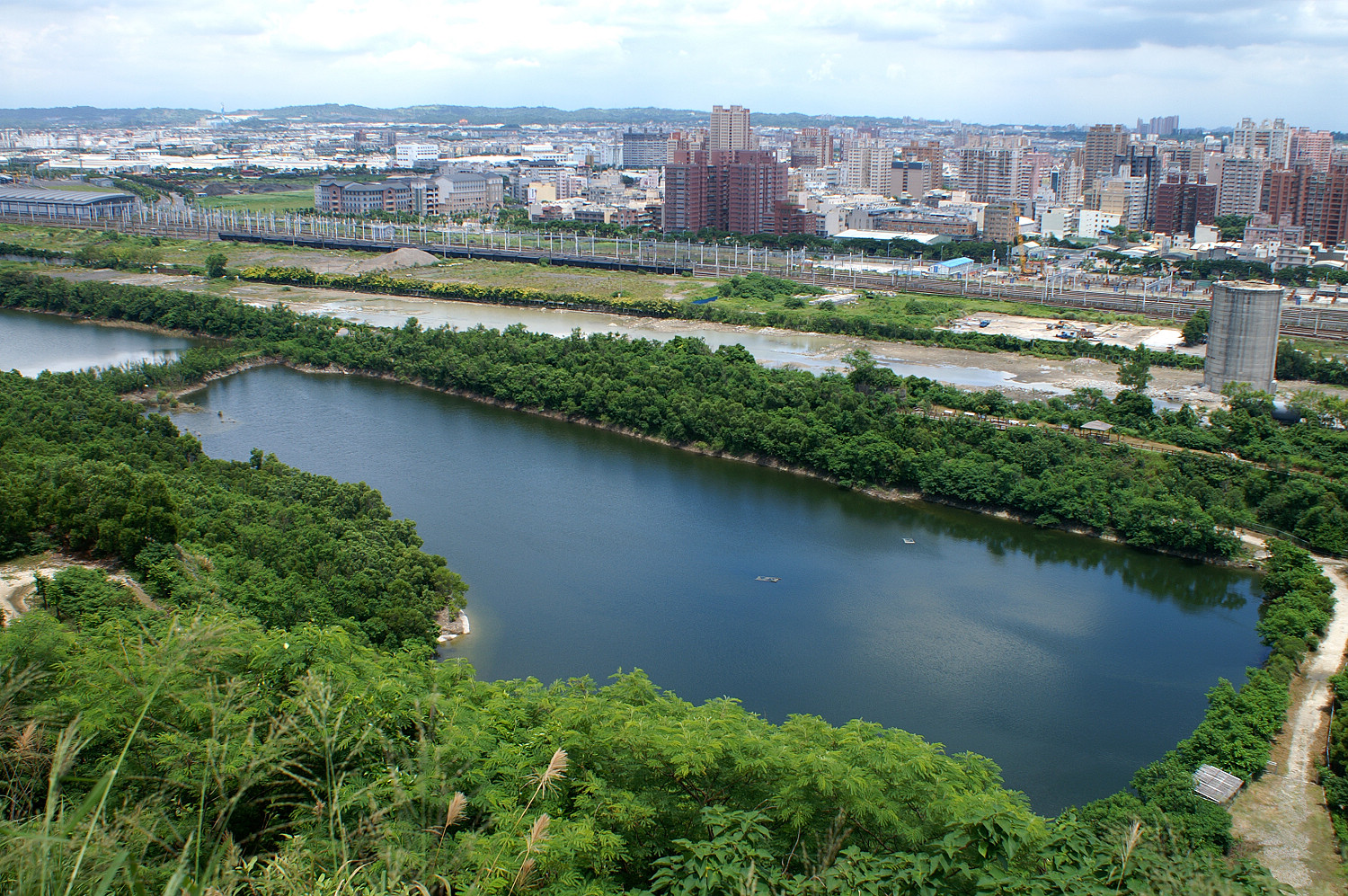
半屏湖，水域本來是礦場的沉砂池，右方可見尚未撤除的水泥廠設備；遠方為台鐵縱貫線鐵路與高鐵軌道。

依照《水土保持法》規定，半屏山礦區於民國八十六年（1997年）中止採礦後，大部分仍為裸露地，為避免表土於暴雨時隨地表逕流排放至下游地區造成災害，原半屏山舊礦區應辦理善後水土保持處理，於各集水分區下方設置沉沙滯洪池。
有效的總滯洪量約二十萬立方公尺，該滯洪量應可承受重現期五十年不同降雨延時之單獨暴雨事件；至於重現期一百年至兩百年，則約尚可分別承受降雨延時六小時及四小時之單獨平均暴雨事件，其累積雨量分別為四百零二毫米及三百六十四毫米。
半屏湖濕地乃原半屏山舊礦區停止開採後，執行礦區水土保持計畫所規劃之滯洪沈砂池。2005年高雄市水利技師公會受託進行「建臺水泥公司邊半屏山南麓沈砂池兼作濕地公園之可行性評估」，結果認為實質可行，於是2006年高雄市政府進行規劃成立「半屏湖濕地公園」。
原滯洪沈砂池滯洪池位於東北—西南走向之半屏山麓下，池頂標高約16至18公尺，總面積約7.8公頃，若包含週邊陸域所需的生態緩衝區、教育解說系統及維修動線等，合計約為12公頃。目前有五座滯洪沉砂池，作為人工濕地工程之規劃設計。

## 傳說

### 貪心的人吃掉半座山
以前半屏山並不是現在這個樣子，不知道哪一天起，半屏山的山腳下突然出現一位賣湯圓的老人。他做生意的方式非常奇怪，一文錢，只能買一粒湯圓，兩文錢兩個，三個不用錢。這個消息很快就傳遍鄰里，大家都爭相來吃這位老人賣的湯圓，當然，每個人都是直接買三顆，沒有一個人是只付一文錢的。雖然大家從不曾看過這位老人買過任何做湯圓的材料，不知道這些湯圓從哪裡來，但因為湯圓實在太便宜，大家也不去在意。
有一天，有位年輕人走到這個湯圓擔子，雖然他有足夠的錢，卻只拿出了一文錢買湯圓。即使老人不斷的慫恿買三顆不用錢，比起用一文錢買一顆要更划算，年輕人依然不為所動，最後仍用一文錢買了一粒湯圓，連買了五次。
事實上，那名老人是位仙人，是為了尋找心地善良的人作為徒弟，才打扮成老人。因此仙人便收年輕人為徒弟，領著這位年輕人，緩緩升天了。至於其他人吃的湯圓，其實是山上的泥土做成的，當大家發現這一切時，整座山也已經被吃掉一大塊了。剩下的模樣，就是缺了一半的半屏山。而被吃掉的部分，就是今日高鐵左營站、世運場館和大中路以北的左營、仁武地區。

### 和尚跳崩
在半屏山洞裡住了位和尚，靠著石縫裡湧出的白米過日子。這石縫說來奇妙，每天湧出的白米正好夠他一天的食量。有一天，和尚起了貪念，把石縫挖大，希望湧出更多的白米。沒想到這一挖，石縫卻再也湧不出米來，氣得和尚暴跳如雷。這一跳居然把山給跳崩了，使得半屏山變成今天的奇形怪狀。

### 雷公劈斷
半屏山原本是一座高峻雄偉的山嶽，可是心胸狹窄，對於「打狗山」被稱為「群山主峰」，心中很不是滋味，於是他強邀打狗山比個高低。幾天下來，半屏山越長越高，竟然撞上天庭，玉皇大帝一怒之下，叫雷公把它轟下，雷公拿起雷鎚一敲，轟隆一聲，囂張的半屏山從此成了「半身不遂」的怪模樣。

### 仙人貶為山岳
很久以前，有一女二男的仙人相約下凡，女的美麗嬌豔，男的一個年輕英俊，另一個則是滿頭銀髮的仙翁。後來，老少兩位仙人都愛上仙女，在爭風吃醋下大打出手，結果老仙翁道行高深，一劍把年輕仙人劈成兩半。這場惡鬥驚動了天帝，一氣之下把三位仙人貶為山嶽，仙女化為「鳳山」，老仙翁化為「旗後山」，至於那位被劈掉半邊身子的年輕仙人，就是現在的「半屏山」。

### 解山王
傳說半屏山上住有靈獸和滅火神解山王，靈獸曾鳴叫示警，解山王則滅火，使居民逃離火災。日後，居民因此豎立其泥像，以守護半屏山。

### 各傳說的其他說法
1. ↑  也有說法是大餅。
2. ↑  也有說法是一文錢買一碗。
3. ↑  也有說法是一位小姑娘。
4. ↑  也有說法是仙人為獎勵那位小姑娘不貪心的態度，在小姑娘吃下湯圓後，嘔出一顆寶珠。
5. ↑  一說為高過玉山
6. ↑  一說為因半屏山太過驕傲，自認比天還偉大，這句話傳到了玉皇大帝的耳裡，令祂非常的生氣，於是命令雷公將半屏山劈成兩半。但雷公一不小心，劈到了山的側邊，將山削掉了一大塊

## 軍事設施遺跡
半屏山上遺留許多日治時期的戰備設施遺跡，分別屬於高雄要塞防禦設施，高雄要港(左營軍港)水道設施及日本海軍第六燃料廠於二戰時期設置的疏散工場。

## 註腳
1. 1 2   張俊彥. . 高雄市: 高雄市文獻委員會. 1996. ISBN 9570076887.
2. ↑  .   [2014-01-16]. （原始内容存档于2016-10-04）.
3. ↑  . 榮工工程股份有限公司.   [2020-06-02]. （原始内容存档于2020-12-19）.
4. ↑  楊玉姿. . 高雄文獻會. : 221.
5. ↑   (PDF). 高雄市政府.   [2024-10-19]. （原始内容存档 (PDF)于2025-01-23）.

## 外部連結
- 在半屏山的故事
- 半屏湖溼地（页面存档备份，存于）